# جيف كلارك (لاعب كرة قدم)
جيف كلارك (بالإنجليزية: Jeff Clarke)‏ (و. 1977  م) هو لاعب كرة قدم، من كندا، ولد في نيو ويستمينيستر، كولومبيا البريطانية، يلعب كلاعب وسط.

## روابط خارجية
- جيف كلارك على موقع الاتحاد الدولي (مؤرشف)  (الإنجليزية)
- جيف كلارك على موقع قاعدة بيانات كرة القدم.إي يو (الإنجليزية)
- جيف كلارك على موقع ناشيونال فوتبول تيمز (الإنجليزية)